# Legio (Kárpátia-album)
A Legio a Kárpátia Zenekar 2013-ban megjelent nemzeti rock válogatásalbuma.

## Számlista
1. Légiós dal (új felvétel)
2. Abból a fából
3. A haza minden előtt
4. Hol vagytok székelyek?
5. Piszkos Fred
6. Egy az Isten egy a nemzet
7. Egy nap az élet
8. Az én hitem
9. Barátom mondd merre vagy
10. Ballada
11. Pálinka
12. Mesélj még nekem
13. Neveket akarok hallani
14. Magyarország katonái
15. Mézeskalács
16. Civitas fortissima
17. Bizalmam az ősi erényben
18. Gyermekáldás

## Érdekességek
A légiós dal hamarabb került rá erre a válogatásalbumra, mint hogy megjelent volna az új, A Száműzött című album, amelyiken eredetileg van.
A lengyel sikerek hatására készült a 2013-as, limitált példányszámú Best of Kárpátia CD exkluzív kivitelű lengyel szövegkönyvvel: lengyeleknek, komoly gyűjtőknek, törzsrajongóknak.

## Közreműködők
- Kárpátia
- Szécsi Attila - hegedű

## Külső hivatkozások
- Kárpátia hivatalos oldal
- Az új szám szövege